# 6897 Tabei
6897 Tabei eller 1987 VQ är en asteroid i huvudbältet som upptäcktes den 15 november 1987 av den tjeckiske astronomen Antonín Mrkos vid Kleť-observatoriet i Tjeckien. Den är uppkallad efter den japanska bergsklättraren Junko Tabei.
Asteroiden har en diameter på ungefär 4 kilometer och den tillhör asteroidgruppen Nysa.